# Infarkt
En infarkt är den (oåterkalleliga) skada som uppstår i en vävnad (i ett organ) när den utsätts för syrebrist, till exempel hjärtinfarkt eller hjärninfarkt; ofta orsakad av otillräcklig blodförsörjning genom blodpropp i de försörjande blodkärlen.
Vanligt är hjärtinfarkt som ofta är ett resultat av långvarig ateroskleros (åderförkalkning) av hjärtats kranskärl. Kranskärlen försörjer hjärtmuskulaturen med blod och en förträngning av dem ger symptom i form av angina pectoris. En minskad blodförsörjning via kranskärlen kan resultera i ischemi, vilket i sin tur kan orsaka nekros och en infarkt har uppstått.